# Victor Hugo (piłkarz)
Victor Hugo Gomes Silva (ur. 11 maja 2004 w Rio de Janeiro) – brazylijski piłkarz występujący na pozycji środkowego pomocnika, od 2022 roku zawodnik Flamengo.